# Сурин, Алексей Михайлович
Алексей Михайлович Сурин (чеш. Alexej Michajlovič Surin; 10 февраля 1897, с. Поличковка, Богодуховский уезд, Харьковская губерния — 6 апреля 1974, Прага) — чешский конструктор танков.

## Биография
Сурин Алексей Михайлович родился 10 февраля 1897 г. в Российской империи, в селе Поличковка Богодуховского уезда недалеко от Харькова. Происходил из семьи помещиков, благодаря чему получил высшее образование в Политехническом институте в Киеве, а затем окончил Высшую артиллерийскую школу.
Участвовал в Первой мировой войне, впоследствии и Гражданской войне на стороне белых. После поражения белых через Турцию и Югославию попал в Чехословакию. Поселившись в Праге, работал техником в фирме ЧКД, с 1925 участвовал в разработке вооружения.
Алексей Михайлович скончался от инсульта 6 апреля 1974 г..

### Конструкторская деятельность
Первой его работой в 1925-27 гг. была модификация корпуса колесно-гусеничного легкого танка KH-50 (чеш. Kolohousenka), два экземпляра которого, на пробу, были закуплены СССР. В 1930 ему была поручена модификация танкетки Carden Loyd, с чего и началась прославившая его карьера конструктора танков. В 1932 г. под давлением фирмы получает чехословацкое гражданство. В 1933 г. получил задание создать отделение специальных конструкций SPE, занятое прежде всего разработкой танковой техники. Его улучшенный вариант танкетки Carden-Loyd Mk VI был принят на вооружение чехословацкой армией как vz.33. Далее была разработана модель LT vz.34 — первый успех, а затем и улучшенный вариант P-II-a, предложенные чехословацкой армии в качестве стандартного легкого танка. При неясных обстоятельствах победил проект Шкода S-II-a (LT vz.35) — главным образом благодаря политическим связям руководства фирмы Шкода и контактам с аграрной партией. Последним в полосе неудач был и P-II-b.
Выпускавшаяся в различных модификациях танкетка AH-IV экспортировалась в Швецию, Иран и Румынию, улучшенный вариант с пулеметами Карлскона был принят на вооружение вермахтом как PzKpfwI. Следующим успешным легким танком был выпускавшийся в разных модификациях LTP/LTH (для Перу и Швейцарии) и LTL (для Литвы, партия не была отправлена в связи с инкорпорацией Литвы в СССР и была принята на вооружение армией Словацкой республики как LT vz.40). Самым известным стал танк THN и его улучшенный вариант — знаменитый LT vz.38. Отличная ходовая часть успешно использовалась и в качестве основы для самоходных орудий и истребителей танков. Пиком довоенного развития стал средний танк V-8-H, который уже не удалось поставить чехословацкой армии (предполагалось использовать название ST vz.39.). Сурин активно развивал экспортные связи, посещал страны, проявившие интерес к покупке чехословацких танков. В Швеции весьма ценили его танки и Сурин был награждён орденом Густава Васы.
Во время Второй мировой войны Алексей Михайлович продолжал работать над разработкой танков и самоходных орудий на базе LT vz.38. Старался минимизировать контакты с немцами, когда Гудериан лично попросил его дать оценку конструкции немецких танков, Сурину чудом удалось выкрутиться. В конце 1944 г. был представлен к Ордену Германского Орла, однако решил избежать позора и, с помощью своего двоюродного брата-врача, симулировал приступ стенокардии и до конца войны остался «на больничном».

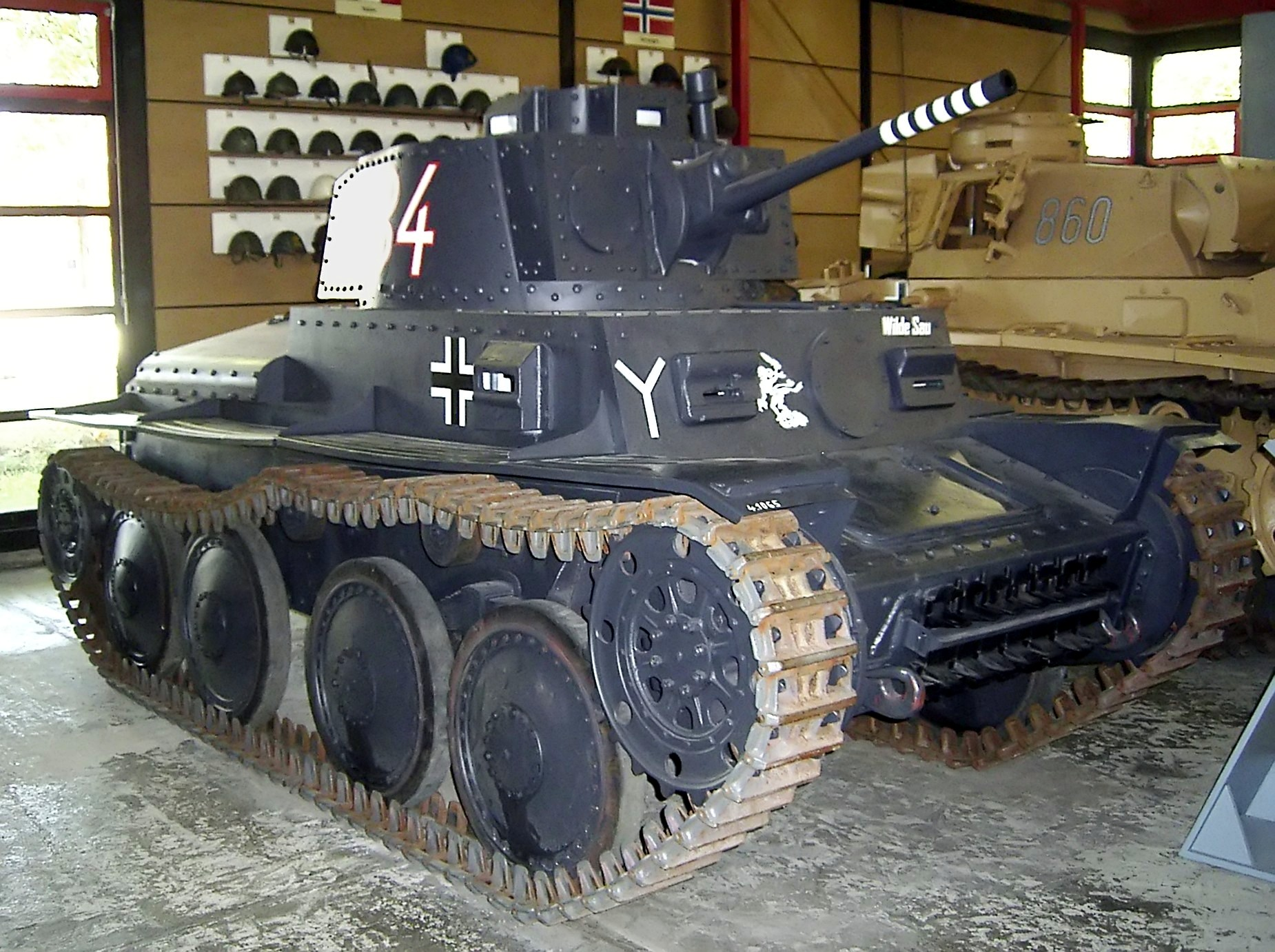
Panzerkampfwagen 38(t) Ausf. S

Участвовал в разработке САУ  Panzerjäger auf 38(t) (она же Hetzer) для нужд Вермахта. "Будучи главой конструкторского бюро BMM, осторожно саботировал работы. Им затягивались сроки, предлагались различные решения, которые явно шли во вред разработке. 
Передние опорные катки истребителя танков оказались перегружены. Сурин об этих проблемах точно знал, но, разумеется, умолчал. Главный конструктор BMM продолжал тихий саботаж, аккуратно внося в конструкцию изменения, ухудшавшие характеристики машины. Он очень сильно рисковал, ведь созданные им проблемы всплыли в ходе войсковых испытаний.
Чтобы решить проблему самоходок апрельского выпуска, у которых перегруз оказался особенно ярко выражен, Сурин предложил сделать в лобовом листе несколько отверстий, прикрытых листами толщиной 5 мм. Пока Waffenamt соображало, именно так со всеми 20 машинами и сделали. Тем самым инженер-конструктор сделал самоходки апрельского выпуска негодными к боевому применению. Тут уже налицо был акт открытого саботажа, но Сурину повезло. Он симулировал тяжёлый приступ, что его, собственно, и спасло.
Позже эта история вторично спасла Алексею Сурину жизнь: о том, как главный конструктор BMM русского происхождения занимался саботажем, стало известно советским органам безопасности. Потому Сурина после освобождения Чехословакии не тронули. Что же касается испорченных машин, то их отправили в учебные части, сделав пометку «не использовать в бою!» * Ссылка 4
После войны продолжал работу над танками G-13, AH-IV-Hb (для Абиссинии), TNH n.A, Прага/Шкода TVP. В 1950 г. был принужден внедрять производство танков T-34/85, производством оружия перестает заниматься после перевода производства танков в Словакию (по стратегическим причинам). Отделение SPE было закрыто и Сурин перешёл в отделение кулачных компрессоров, где и проработал до ухода на пенсию в 1960 г. В 1961-63 гг. вернулся к работе в качестве консультанта в области производства тяжелой военной техники и часто ездил в Словакию в Дубницу над Вагом и Мартину. Будучи пенсионером он еще несколько лет работал в Праге как конструктор газотурбинного двигателя военного транспортного средства и систем силовых передач.

## Награды
- Орден Вазы[4].
- Орден «Золотая липа» Министерства обороны Чехии, посмертно (2015)[5].